# São José do Calçado (ort)
São José do Calçado är en ort i Brasilien.   Den ligger i kommunen São José do Calçado och delstaten Espírito Santo, i den sydöstra delen av landet, 900 km sydost om huvudstaden Brasília. São José do Calçado ligger 327 meter över havet och antalet invånare är 7 442.
Terrängen runt São José do Calçado är huvudsakligen kuperad, men den allra närmaste omgivningen är platt. Närmaste större samhälle är Bom Jesus do Itabapoana, 12,3 km söder om São José do Calçado.
Omgivningarna runt São José do Calçado är huvudsakligen savann. Runt São José do Calçado är det ganska tätbefolkat, med 62 invånare per kvadratkilometer.